# Colin Ratsey
George Colin Ratsey (Cowes, 30 de julio de 1906-Wellesley, Estados Unidos, 12 de marzo de 1984) fue un deportista británico que compitió en vela en la clase Star. Fue hijo del también regatista George Ratsey.
Participó en los Juegos Olímpicos de Los Ángeles 1932, obteniendo una medalla de plata en la clase Star. Ganó una medalla de plata en el Campeonato Mundial de Star de 1931.

## Palmarés internacional
| Juegos Olímpicos   | Juegos Olímpicos                   | Juegos Olímpicos | Juegos Olímpicos |
| Año                | Lugar                              | Medalla          | Clase            |
| ------------------ | ---------------------------------- | ---------------- | ---------------- |
| 1932               | Los Ángeles (Estados Unidos)       | Medalla de plata | Star             |
| Campeonato Mundial |                                    |                  |                  |
| Año                | Lugar                              | Medalla          | Clase            |
| 1931               | Long Island Sound (Estados Unidos) | Medalla de plata | Star             |